# Shaun Murphy (zangeres)
Shaun Murphy (Omaha (Nebraska), 6 mei 1948) is een Amerikaanse R&B en soul singer-songwriter, vooral bekend om haar krachtige zangstijl. Zij had als bijnaam Stoney.

## Jeugd
Murphy groeide op in Omaha in Nebraska, totdat op haar elfde jaar haar moeder hertrouwde en het gezin eerst verhuisde naar Iowa en vervolgens naar Detroit. Vanuit het schoolkoor deed zij auditie voor de musical Guys & Dolls, waarin zij de hoofdrol als Adelaide kreeg.

## Begin carrière
Murphy begon haar carrière als zangeres in de Detroit-cast van de musical Hair, waar zij samenzong met zanger Meat Loaf, eerst in de hoofdrol, maar vanwege haar zwangerschap na drie maanden als het zwangere meisje Jeanie. Motown bood haar samen met Meat Loaf een contract voor een album aan. Dit album, met voornamelijk composities van producer Mike Valvano, werd onder zowel de duo-naam als album-naam Stoney & Meatloaf in 1971 uitgebracht. Het duo had slechts een kort leven, maar Stoney bleef langer onder contract, en bracht in 1972 de single '	Let Me Come Down Easy' uit.

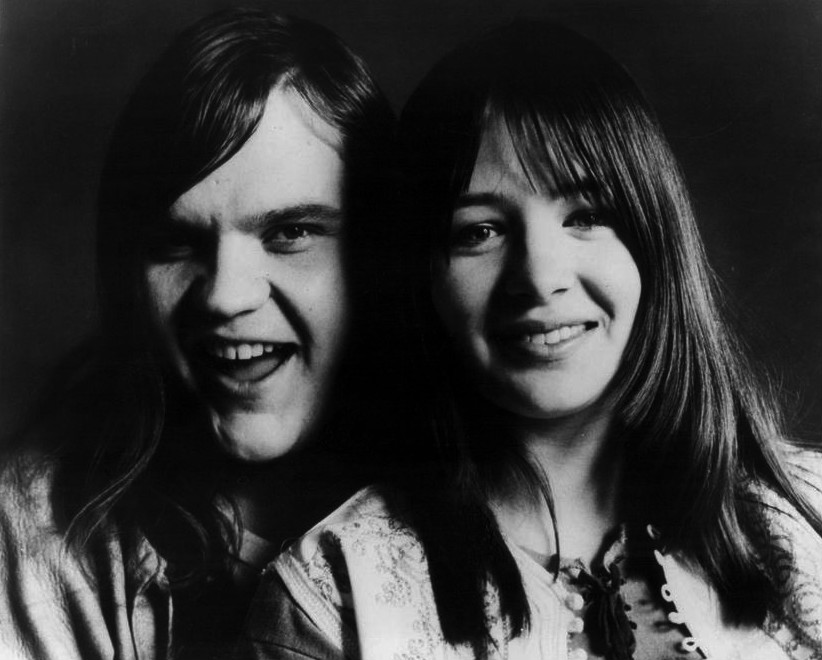
Meatloaf and Stoney 1971

In 1973 begon zij in het duo "Rocky and Stoney" mee te werken in de tournees van Bob Seger in zijn Silver Bullet Band. In 1975 trad zij op in de musical "Sgt. Pepper's Lonely Hearts Club Band on the Road", gebaseerd op het Beatlesalbum. In 1975 werkte zij in de achtergrondzang mee op Bob Segers album Beautiful Loser.

## Samenwerking met Eric Clapton
In 1985 verhuisde zij van Detroit naar Los Angeles, waar zij meewerkte aan meerdere live-albums met Eric Clapton zoals Super Groups Live en She's Waiting, alsmede aan zijn studio-album Behind The Sun.

## Bij Little Feat

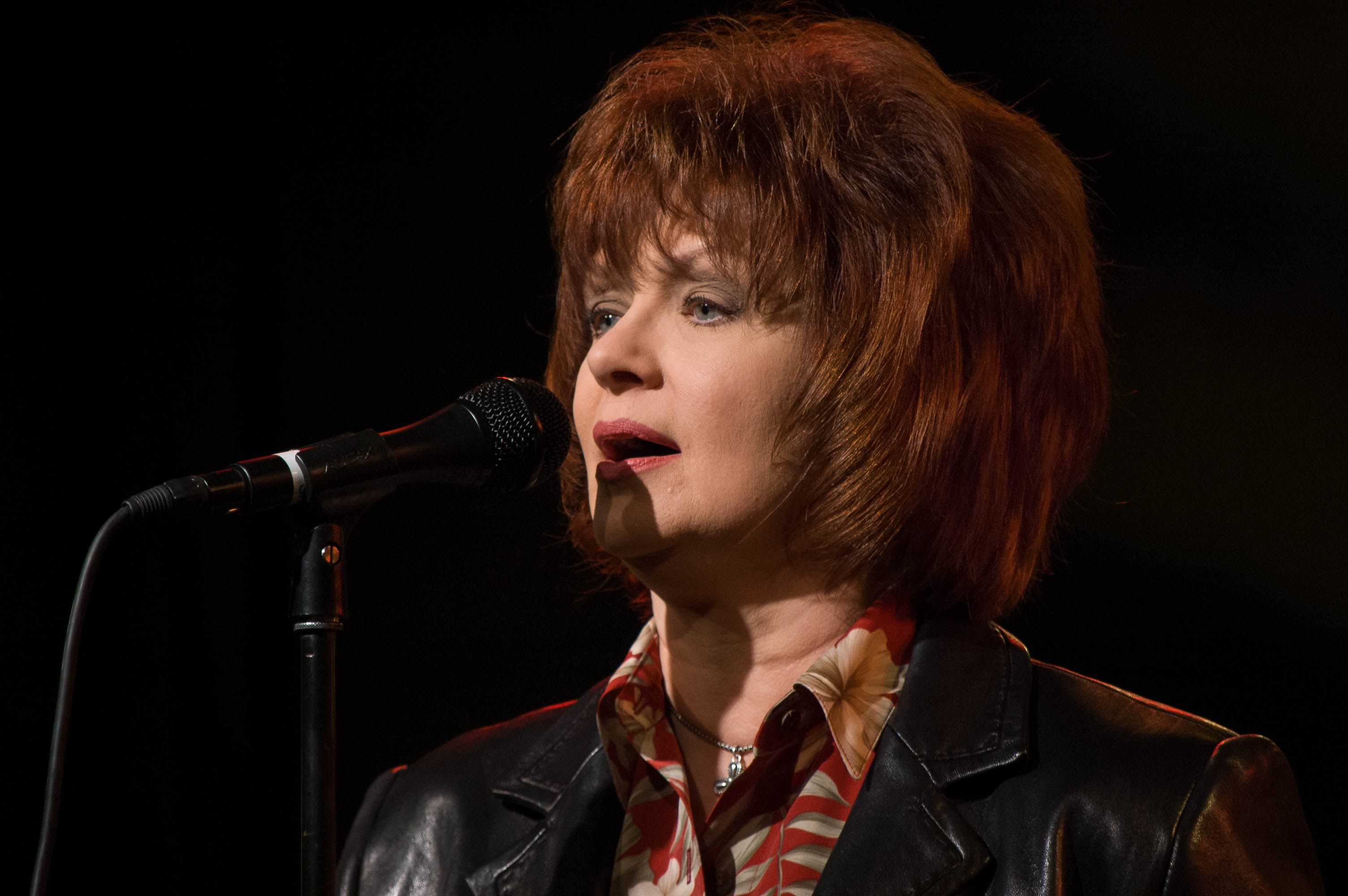
Shaun Murphy met Little Feat op het Rootsfestivalen in Brønnøysund, Noorwegen, juli 2008.

Na het overlijden van leadzanger Lowell George van Little Feat werd Little Feat heropgericht met leadzanger Graig Fuller. Richie Hayward (drummer) en Paul Barrere (gitarist) vroegen Murphy voor het nieuwe album van Littel Feat voor een paar achtergrondzang-partijen. Dit vervolgde in de samenwerking op de volgende albums. 
In 1988 werke zij mee aan het album Let It Roll, niet meer als achtergrondzangeres, maar als zangeres. In 1993 werd ze gevraagd als opvolger van leadzanger Graig Fuller. Ze bleef de volgende vijftien jaar aan, nam op en toerde met hen tot 2009.

## De Shaun Murphy Band
In 2009 besloot Murphy solo verder te gaan. Samen met een aantal ervaren sessiemusici bracht zij onder haar eigen naam of onder de naam Shaun Murphy Band meerdere albums uit. Het bluesmagazine Elmore omschrijft haar stijl op haar album Ask for The Moon als vette roadhouse-blues.